# فيليب سافيل
فيليب سافيل (بالإنجليزية: Philip Saville)‏ (مواليد 28 أكتوبر 1930 في لندن - 22 ديسمبر 2016)، هو مخرج وكاتب سيناريو ومخرج تلفزيوني بريطاني.

## الأعمال
- 1964: لا مخرج
- 1997: ميترولاند

## وصلات خارجية
- فيليب سافيل على موقع IMDb (الإنجليزية)
- فيليب سافيل على موقع ألو سيني (الفرنسية)
- فيليب سافيل على موقع أول موفي (الإنجليزية)
- فيليب سافيل على موقع قاعدة بيانات الأفلام السويدية (السويدية)
- فيليب سافيل على موقع ديسكوغز (الإنجليزية)
- فيليب سافيل على موقع قاعدة بيانات الفيلم (الإنجليزية)
- فيليب سافيل على موقع كينوبويسك (الروسية)